# Shin'yaku Kegonkyō Ongi Shiki
Le Shin'yaku Kegonkyō Ongi Shiki (新訳華厳経音義私記) est un commentaire japonais du Avatamsaka Sutra daté de 794. C'est le plus ancien ongi encore existant, collection de mots difficiles à interpréter qui en indique la prononciation et la signification. C'est un trésor national japonais.

## Contexte
Le texte comporte deux fascicules, dont le compilateur est inconnu mais présumé être lié au Tōdai-ji. Il s'agit d'une annotation des 80 volumes du Avatamsaka Sutra. Comme l'original est écrit en chinois, l'annotation contient une liste de mots et d'expressions du texte chinois et les couvre de mots et de significations japonaises. L'orthographe du japonais laisse à penser qu'il s'agit d'un texte de la fin de l'époque de Nara,. Le manuscrit, dont il n'existe qu'un seul exemplaire, contient cependant un certain nombre d'erreurs qui indiquent qu'il doit s'agir d'une copie d'un original plus ancien,.

## Linguistique
Ce texte est une précieuse référence pour la linguistique relative à l'ancien japonais,,. Les annotations japonaises sont écrites en Man'yōgana et à l'exception du /to1, to2/, fait la distinction avec le Jōdai Tokushu Kanazukai (en). Il contient un total de 162 mots japonais dont c'est la plus ancienne citation pour nombre d'entre eux,,. Il contient par ailleurs le plus ancien exemple d'une voyelle longue ainsi qu'un certain nombre de lectures spécifiquement japonaises (慣用音) du kanji.

## Source de la traduction
- (en) Cet article est partiellement ou en totalité issu de l’article de Wikipédia en anglais intitulé « Shin'yaku Kegonkyō Ongi Shiki » (voir la liste des auteurs).